# Mireille Enos
Marie Mireille Enos (ur. 22 września 1975 w Houston) – amerykańska aktorka filmowa i telewizyjna, najbardziej znana z ról Kathy i Jodeen w serialu Trzy na jednego oraz z roli Sary Linden w serialu Dochodzenie, za którą była nominowana do Złotego Globu, Saturna i Emmy.

## Życiorys
Mireille Enos urodziła się w Houston w Teksasie jako czwarta spośród pięciorga rodzeństwa. Jej ojciec jest Amerykaninem, a matka Francuzką. Ma także szkockie korzenie. Ukończyła The High School for the Performing and Visual Arts w Houston, a następnie studiowała na Uniwersytecie Brighama Younga. 
Na małym ekranie po raz pierwszy pojawiła się w dramacie telewizyjnym ABC Terapia wstrząsowa (Without Consent, 1994) z Jennie Garth. Wystąpiła potem gościnnie w serialu Seks w wielkim mieście (1999). 

## Życie prywatne
4 stycznia 2008 poślubiła aktora Alana Rucka. Mają dwójkę dzieci: córkę Vesper Vivianne (ur. 23 września 2010) i syna Larkina Zoueya (ur. 23 lipca 2014). Jej dalekim kuzynem jest aktor John Enos III. Jest członkinią Kościoła Jezusa Chrystusa Świętych w Dniach Ostatnich.

## Filmografia
- Terapia wstrząsowa (Without Consent, TV) (1994) jako Naomi
- Seks w wielkim mieście (1999) jako Jenna
- Serce nie sługa (2005) jako instruktorka jogi
- Trzy na jednego (2007–2010) jako Kathy Marquart i Jodeen Marquart
- CSI: Miami (2008) jako Lucy Maddox
- Dochodzenie (2011–2014) jako Sarah Linden
- World War Z (2012) jako Karen Lane
- Sabotaż (2014) jako Lizzy Murray
- Zostań, jeśli kochasz (If I Stay) (2014) jako Kat Hall
- Blef (2016–2017) jako Alice Vaughan
- Dobry omen (2019) jako Wojna (Jeździec Apokalipsy)

## Nagrody i nominacje
| Rok  | Nagroda                           | Kategoria                                                             | Film                        | Rezultat  |
| ---- | --------------------------------- | --------------------------------------------------------------------- | --------------------------- | --------- |
| 2005 | Tony Award                        | Najlepsza drugoplanowa kobieca kreacja aktorska w sztuce dramatycznej | Kto się boi Virginii Woolf? | Nominacja |
| 2011 | Critics' Choice Television Awards | Najlepsza aktorka w serialu dramatycznym                              | Dochodzenie                 | Nominacja |
| 2011 | Złoty Glob                        | Najlepsza aktorka w serialu dramatycznym                              | Dochodzenie                 | Nominacja |
| 2011 | Emmy                              | Najlepsza aktorka pierwszoplanowa w serialu dramatycznym              | Dochodzenie                 | Nominacja |
| 2011 | Nagroda Satelita                  | Najlepsza aktorka w serialu dramatycznym                              | Dochodzenie                 | Nominacja |
| 2012 | Saturn                            | Najlepsza aktorka telewizyjna                                         | Dochodzenie                 | Nominacja |
| 2013 | Saturn                            | Najlepsza aktorka telewizyjna                                         | Dochodzenie                 | Nominacja |